# 吴富林
吴富林（1963年—），男，汉族，中华人民共和国政治人物。现任中国进出口银行党委书记、董事长。中共二十大代表。第十四届全国政协委员。

## 生平
1963年，吴富林出生，后来从复旦大学毕业。
吴富林曾长期在中国光大银行工作，2015年3月成为党委委员、副总经理。
2018年10月，吴富林调任中国银行党委委员，两个月后成为副行长。
2020年1月，吴富林调任中国进出口银行党委副书记，同年4月兼任副董事长、行长。2022年4月，吴富林升任党委书记，同年6月兼任董事长。
2023年3月，吴富林成为第十四届全国政协外事委员会委员。